# Racata grata
Espèce
Racata grata est une espèce d'araignées aranéomorphes de la famille des Linyphiidae.

## Distribution
Cette espèce est endémique d'Indonésie. Elle se rencontre dans les îles Krakatoa, à Java et à Belitung.

## Description
Le mâle holotype mesure 1,7 mm.
Le mâle décrit par Tanasevitch en 2019 mesure 1,50 mm et la femelle 1,60 mm.

## Publication originale
- Millidge, 1995 : Some linyphiid spiders from south-east Asia. Bulletin of British arachnological Soceity, vol. 10, no 2, p. 41-56.